# Großfastenrath
Großfastenrath ist eine Ortschaft von Wipperfürth im Oberbergischen Kreis im Regierungsbezirk Köln in Nordrhein-Westfalen (Deutschland).

## Lage und Beschreibung
Die Ortschaft liegt im Osten von Wipperfürth in 300 m Entfernung zur Staumauer der Kerspetalsperre an der Stadtgrenze zu Kierspe. Nachbarorte sind Im Hagen, Kleinfastenrath, Speckenbach, und Kerspe.  Im Ort entspringen der Großfastenrather Bach und der Großfastentather Siepen.
Politisch wird die Ortschaft durch den Direktkandidaten des Wahlbezirks 13 (130) Ohl und Klaswipper im Rat der Stadt Wipperfürth vertreten.

## Geschichte
1445 wird „Vastenroede“ in Kirchenrechnungen der katholischen Kirchengemeinde Sankt Nikolaus Wipperfürth genannt. Die Karte Topographia Ducatus Montani aus dem Jahre 1715 zeigt unter dem Namen „gr. Fastenrod“ drei Höfe. Die Topographische Aufnahme der Rheinlande von 1825 zeigt in der Ortschaft „Gr. Fastenrath“ sieben einzelne Gebäudegrundrisse.
Nachgewiesen ist im Norden und Südwesten des Ortes eine von Wuppertal-Elberfeld bis nach Marienheide-Krommenohl verlaufende Landwehrlinie. Diese Bergische Landwehr sicherte das Bergische Territorium vor Einfällen aus dem Märkischen.

## Busverbindungen
Über die an der Bundesstraße B237 gelegene Bushaltestelle „Im Hagen“ der Linie 336 (VRS/OVAG) ist eine Anbindung an den öffentlichen Personennahverkehr gegeben.

## Wanderwege
Die vom SGV ausgeschilderten Wanderwege A1, A5, A6 und der X3: Talsperrenweg führen durch die Ortschaft.